# Richard Corben
Richard Corben   (Anderson, 1 d'octubre de 1940 - 2 de desembre de 2020), conegut amb el pseudònim Gore, va ser un il·lustrador i dibuixant de còmics americà. El van popularitzar els seus còmics publicats a revistes com Heavy Metal. L'any 2009 va guanyar l'Spectrum Grand Master Award. El 2012 se'l va guardonar amb el premi Will Eisner Hall of Fame.

## Biografia
Richard Corben va néixer en una granja a Anderson, Missouri, i es va llicenciar en Belles Arts pel Kansas City Art Institute, el 1965.
Després de treballar com a animador professional, Corben va començar a fer còmics underground, com ara Grim Wit, Slow Death, Crani, Rowlf, Fever Dreams i la seva pròpia antologia Fantagor. El 1970 va començar a il·lustrar històries de terror i ciència-ficció per a Warren Publishing. Les seves històries van aparèixer a Creepy, Eerie, Vampirella, 1984 i Comix International. També va acolorir diversos episodis de l'Spirit de Will Eisner. Dark Horse Books va publicar les històries de Darkness Books en un sol volum: Creepy Presents Richard Corben. Les tres històries que va dibuixar per a Vampirella han estat reimpreses per Dynamite Entertainment a Vampirella Archives, vol. 5.
El 1975, quan Moebius, Druillet i Jean-Pierre Dionnet van començar a publicar la revista Métal Hurlant a França, Corben els va presentar algunes de les seves històries. Va continuar el seu treball per a la franquícia a Amèrica, on la revista es va anomenar Heavy Metal. També el 1975 es va publicar una selecció de les seves històries de còmics en blanc i negre en tapa dura sota la col·lecció The Richard Corben Funnybook de la Nickelodeon Press de Kansas City. Aquell mateix any va adaptar una història breu de Robert E. Howard en una de les seves primeres novel·les gràfiques, Bloodstar.
Entre les històries dibuixades per a Heavy Metal va continuar amb la seva creació més famosa, la saga Den, que havia començat en el curtmetratge Neverwhere (Neil Gaiman va utilitzar el mateix títol, Neverwhere, després, però les dues creacions no tenen res en comú), i la història de la publicació underground Grim Wit núm. 2. La saga de Den és una sèrie de fantasia sobre les aventures d'un jove apocat que viatja a Neverwhere, un univers que pren inspiracions i influències de l'època Hibòria de Robert E. Howard, el Barsoom d'Edgar Rice Burroughs i Les dimensions de terror d'H.P. Lovecraft. Allà el noi es converteix en un home hipermusculat i poderós que té aventures eròtiques en un món ple de perills, monstres espantosos, i dones nues que el lloen per allà on passa. Aquesta història es va adaptar de forma molt breu a la pel·lícula d'animació Heavy Metal, on Den va ser interpretat per John Candy en la què Corben hi va participar i en va quedar satisfet.
Les col·laboracions de Corben són variades, que van des de Rip in Time amb Bruce Jones, fins a Harlan Ellison per a Vic i Blood, fins a l'esmentat Den, els títols de Mutant World, Jeremy Brood i The Arabian Nights amb Jan Strnad.
Entre 1986 i 1994, Corben va crear la seva pròpia editorial editorial, Fantagor Press. Entre els títols que Fantagor va publicar hi havia Den, Den Saga, Horror in the Dark, Rip in Time i Son of Mutant World. Fantagor va tancar després de la crisi de la indústria del còmic de 1994.
A causa de la naturalesa sexual de l'art de Corben, se l'ha acusat de ser pornogràfic, una descripció amb la qual ell mateix no està d'acord. Un exemple notori va ser l'entrevista que va concedir a l'editor de Heavy Metal, Brad Balfour, el 1981. Corben va quedar molt insatisfet amb l'entrevista. Va creure que el retratava com un "pallús, psicòtic,i infantil". Va escriure una carta de rèplica, que va ser publicada al número de setembre de 1981.
Corben va dibuixar la portada de l'àlbum Bat Out of Hell de Meat Loaf, Bad for Good de Jim Steinman i un pòster de cinema (basat en un dibuix de Neal Adams) per a la pel·lícula de Brian De Palma Phantom of the Paradise. A més, va oferir cobertures a la publicació VHS de la pel·lícula de terror de baix pressupost Spookies.
El 2000 Corben va col·laborar amb Brian Azzarello en cinc números de la publicació d'Azzarello a Hellblazer (146-150) que es va recollir en un còmic anomenat Hellblazer: Hard Time. També va adaptar la història clàssica de terror The House on the Borderland de William Hope Hodgson per a l'editorial Vertigo de DC. El 2001, Azzarello i Corben es van unir per crear Marvel's Startling Stories: Banner (una minisèrie de quatre números que exploraven la relació de Doc Samson amb Bruce Banner) i Marvel MAX's Cage (una minisèrie de cinc números protagonitzada per Luke Cage).
El juny de 2004 Corben es va unir amb Garth Ennis per produir The Punisher: The End, un títol únic per a Marvel publicat sota el segell MAX com a part de la sèrie The End de Marvel. La història narra els últims dies de The Punisher en una terra arrasada per l'holocaust nuclear.
El 2007 Corben realitzà una edició de dos números del motorista demoníac de Marvel Comics (Ghost Rider). En la impressió MAX de Marvel va produir Haunt of Horror, una minisèrie que adapta obres clàssiques de terror als còmics. La primera minisèrie, publicada el 2006, es va basar en les històries d'Edgar Allan Poe, seguida d'una segona sèrie en 2008 adaptant obres de H. P. Lovecraft. Entre 2008 i 2009 il·lustrà les seqüències de salt enrere a Conan of Cimmeria nº1–7, recollides com Conan Volum 7: Cimmeria. El 2009 va il·lustrar Starr the Slayer també per a MAX de Marvel. Corben ha fet més treballs per a Marvel, DC, IDW i, sobretot, Dark Horse, dibuixant Hellboy, guanyador del premi Eisner.

## Premis i reconeixements
Amb el seu treball en còmic i animació ha obtingut una gran nombre de premis i reconeixements, incloent-hi el Shazam Award per a destacat nou talent el 1971, i un Shazam Award individual el 1973. Corben va guanyar el premi Goethe el 1973 per "Fan Artist Favorite". També va rebre el trofeu CINE Golden Eagle i el Japan Cultural Society en 1968 pel seu curtmetratge Neverwhere.
Mentre treballava per a les antologies de Warren va rebre nombrosos premis Warren: el 1973 com a millor artista/ escriptor i premi especial per "Excellence", el 1976 com a millor artista per "Within You, Without You" (Eerie # 77) i la millor coberta (també per a l'Eerie nº77) i el 1978 Millor artista de portada.
El 2009 Corben va guanyar el premi Eisner de "Millor Sèrie Finita/ Sèrie Limitada" per Hellboy: The Crooked Man i el 2011 va guanyar el premi Eisner "Best Single Issue (o One-Shot)" per Hellboy: Double Feature of Evil. Finalment, el 2012 va rebre el premi Will Eisner Award Hall of Fame.
El 2015 Corben va ser admès al Ghastly Awards Hall of Fame. Els seus anteriors premis Ghastly inclouen el millor artista del 2013 i el millor còmic finit per les seves adaptacions Dark Horse de Poe; The Conqueror Worm el 2012, The Raven & The Red Death el 2013 i Morella and the Murders in the Rue Morgue el 2014.
El gener de 2018 va guanyar el prestigiós Gran Premi a Angoulême i la presidència del festival 2019. Començant simultàniament amb el festival 2019 al gener, una col·lecció de 250 peces de les seves obres originals es va exposar al museu d'Angoulême.